# Trombidiformes
Ordre
Les Trombidiformes sont un ordre d'acariens qui rassemble plus de 20 000 espèces.

## Liste des sous-ordres, infra-ordres, hypo-ordres et super-familles
Classification selon Zhang (d) et al., 2011 :
- Sous-ordre des Sphaerolichida O'Connor, 1984 
  - Super-famille des Lordalychoidea Grandjean, 1939 
  - Super-famille des Sphaerolichoidea Berlese, 1913
- Sous-ordre des Prostigmata Kramer, 1877 
  - Infra-ordre des Labidostommatina Krantz, 1978 
    - Super-famille des Labidostommatoidea Oudemans, 1904 

  - Infra-ordre des Eupodina Krantz, 1978 
    - Super-famille des Bdelloidea Dugès, 1834 
    - Super-famille des Eriophyoidea Nalepa, 1898 
    - Super-famille des Eupodoidea Koch, 1842 
    - Super-famille des Halacaroidea Murray, 1877 
    - Super-famille des Tydeoidea Kramer, 1877 

  - Infra-ordre des Anystina van der Hammen, 1972 
    - Hypo-ordre des Anystae Krantz, 1978 
      - Super-famille des Adamystoidea Cunliffe, 1957 
      - Super-famille des Anystoidea Oudemans, 1936 
      - Super-famille des Caeculoidea Berlese, 1883 
      - Super-famille des Pomerantzioidea Baker, 1949 
      - Super-famille des Paratydeoidea Baker, 1949 

    - Hypo-ordre des Parasitengona Oudemans, 1909 
      - Super-famille des Calyptostomatoidea Oudemans, 1923 
      - Super-famille des Erythraeoidea Robineau-Desvoidy, 1828 
      - Super-famille des Amphotrombioidea Zhang, 1998 
      - Super-famille des Allotanaupodoidea Zhang & Fan, 2007 
      - Super-famille des Chyzerioidea Womersley, 1954 
      - Super-famille des Tanaupodoidea Thor, 1935 
      - Super-famille des Trombiculoidea Ewing, 1929 
      - Super-famille des Trombidioidea Leach, 1815 
      - Super-famille des Yurebilloidea Southcott, 1996 
      - Super-famille des Hydryphantoidea Piersig, 1896 
      - Super-famille des Eylaoidea Leach, 1815 
      - Super-famille des Hydrovolzioidea Thor, 1905 
      - Super-famille des Hydrachnoidea Leach, 1815 
      - Super-famille des Lebertioidea Thor, 1900 
      - Super-famille des Hygrobatoidea Koch, 1842 
      - Super-famille des Arrenuroidea Thor, 1900 
      - Super-famille des Stygothrombidioidea Thor, 1935 

    - Infra-ordre des Eleutherengona Oudemans , 1909 
      - Hypo-ordre des Raphignathina Kethley, 1982 
        - Super-famille des Cheyletoidea Leach, 1815 
        - Super-famille des Myobioidea Mégnin, 1877 
        - Super-famille des Pterygosomatoidea Oudemans, 1910 
        - Super-famille des Raphignathoidea Kramer 1877 
        - Super-famille des Tetranychoidea Donnadieu 1875 

      - Hypo-ordre des Heterostigmata Berlese, 1899 
        - Super-famille des Dolichocyboidea Mahunka, 1970 
        - Super-famille des Heterocheyloidea Trägårdh, 1950 
        - Super-famille des Pyemotoidea Oudemans, 1937 
        - Super-famille des Pygmephoroidea Cross, 1965 
        - Super-famille des Tarsocheyloidea Atyeo & Baker, 1964 
        - Super-famille des Tarsonemoidea Kramer, 1877 
        - Super-famille des Trochometridioidea Mahunka 1970 

      - Hypo-ordre incertae sedis
        - Super-famille des Cloacaroidea Camin, Moss, Oliver & Singer, 1967

## Publication originale
- Reuter, 1909 : « Zur Morphologie und Ontogenie der Acariden mit besonderer Berücksichtigung von Pediculopis graminum ». Acta Societatis Scientiarum Fennicae, vol. 36, p. 1-288 (texte intégral).